# Lasionycta promulsa
Lasionycta promulsa es una especie de mariposa nocturna de la familia Noctuidae.
Habita desde el norte de Yukón al sudoeste de Columbia Británica, y en el sur de Nuevo México en las Montañas Rocosas.
Es más común cerca del límite del bosque y es nocturna. Las poblaciones del norte del Yukón se encuentran en pastizales de salvia, aunque las del monte Montana en el suroeste del Yukón habitan en la tundra alpina rocosa, al igual que otras poblaciones al sur.
Las poblaciones de L. promulsa demuestran variación geográfica. Los de Colorado y el norte de Utah son más anaranjados que los del norte y los de la meseta de Wasatch en el centro de Utah son de un color gris-marrón más pálido.
Los adultos vuelan desde mediados de julio hasta agosto, junto a otras especies de Lasionycta. Es nocturna y le atrae la luz.